# 第25独立特殊任務旅団 (キルギス陸軍)
第25独立特殊任務旅団は、キルギス共和国軍陸軍内の旅団級の特殊部隊。スコルピオン部隊とも称される。第5空軍基地「フルンゼ-1」に駐屯する。
隊員は、サソリの絵柄の付いた緑色のベレー帽と「スコルピオン」識別章を着用する。

## 歴史
前身である独立特殊任務中隊「スコルピオン」は、1994年3月31日付国防相令により、第525独立特殊任務中隊に基づき編成された。隊員は、スペツナズ、空挺軍勤務者、スポーツマンから選抜された。
1994年 - 1996年の間、スコルピオンは国防相直属だった。アメリカ、ルイジアナ州のフォート・ポークで開かれた世界特殊部隊競技会での成功後、中隊は第525独立特殊任務支隊、後に第525独立特殊任務大隊に改編され、キルギス共和国軍参謀本部情報総局に移管された。
1999年 - 2000年のバトケン戦争時、大隊はザルダリ方面混成支隊の編成下で、テロリストの撃滅に関する戦闘任務を遂行した。
2001年から大隊は第25独立特殊任務旅団に改編されたが、「スコルピオン」の愛称は保持した。同年、軍旗が授与された。

## 装備
拳銃
- SR-1 ギュルザ

短機関銃
- AEK-918 カシュタン
- PP-2000

自動小銃
- AK-74
- AK-101
- AN-94 アバカン
- AS Val

狙撃銃
- OSV-96
- VSS ヴィントレス

機関銃
- PKP ペチェネグ

落下傘
- D-1-5U
- D-5
- PTL
- UT-15
- Po-16

そのほか、スキー、スノーボード、雪上車、4輪車、対狙撃装置、レーザー距離計、暗視装置、ドイツ製の登山装備、アメリカ製とスウェーデン製の衛星通信システムおよびGPS受信機を装備する。スイスのEricsson社は暗号移動体通信を供給した（イスラム発展銀行とクウェート財団の出資による）。

## 訓練
将校・下士官の選抜は、身体・理論の訓練、火器の知識を含む試験を通して行われる。兵士は、軍事委員部を通して、スポーツマン、各種分野の専門家が選抜される。
訓練は分単位で行われ、周に3 - 4回の射撃を含む。兵士は自動小銃だけではなく拳銃も射撃し、戦術訓練は昼夜を問わず行われる。月に1回、完全装備で25 - 35kmの行進が行われる。早朝と昼には将校を含む全隊員がクロスカントリースキーを行う。

## 歴代指揮官
| 職名   | 就任年   | 氏名                           | 階級 |
| ------ | -------- | ------------------------------ | ---- |
| 支隊長 |          | スタニスラフ・ホロドコフ       |      |
| 大隊長 |          | チムール・ジュマナリエフ       |      |
| 大隊長 |          | アクィル・ドノンバエフ         |      |
| 大隊長 |          | アルトゥール・テミロフ         |      |
| 大隊長 |          | アサンベク・アルィムコジョエフ |      |
| 大隊長 |          | イリヤス・スバンクロフ         |      |
| 旅団長 | 2004年 - | タライベク・オムラリエフ       | 大佐 |